# Batin (islam)
Bāṭin (in arabo باطن‎?) significa letteralmente "interiore", "occulto". Il Corano, per alcune sue correnti di pensiero (specialmente presenti nello sciismo e nel sufismo), ha un significato "nascosto", "allegorico" che non si limita al testo esplicito, o "apparante", Ẓāhir e che può essere svelato solo da chi abbia per grazia divina la necessaria autentica conoscenza (maʿrifa) delle cose. 
I Sufi credono che ogni singolo individuo abbia un batin nel mondo delle anime. Rappresenta l'io interiore della persona; quando purificato con la luce di una guida spirituale, eleva una persona spiritualmente. Questo concetto è connesso all'attributo di Allah come "Il Nascosto", che non può essere visto ma esiste in ogni ambito del Creato.
Alcuni gruppi musulmani credono che il batin possa essere compreso completamente soltanto da un esperto di conoscenze esoteriche. Per gli sciiti, rappresenta l'Imām del tempo.
In generale, questo è il significato o la realtà interiore che si cela dietro tutta l'esistenza, l'essere Ẓāhir della forma e del significato apparente.